# 誰ぞこの子に愛の手を (岡林信康のアルバム)
『誰ぞこの子に愛の手を』（たれぞこのこにあいのてを）は、岡林信康が1975年1月20日にCBS・ソニー最後に発表したスタジオ・アルバム。シングル『誰ぞこの子に愛の手を』と、同時発売された。

## 解説
岡林は、前作『金色のライオン』制作後、初めてコンサートで生のボブ・ディランを見るため、ロサンゼルスへ行く。今までレコードでの声しか知らなかったので、もっと細くてナヨナヨしているのかと思ったら、実際のライヴでは、ザ・バンドとハードなロックコンサートをやっていることに驚く。このとき、ジャック・エリオットの紹介で、コンサート打ち上げパーティーにもぐりこみ、ボブ・ディランと30秒対面するも、緊張して何も話せなかった。
このアルバムは、その影響を受けており、「もっと重たい、激しいサウンドを、静かな歌でも迫力のあるサウンドでいこうと、ボブ・ディランの『ブロンド・オン・ブロンド』みたいな音でいこう」と、前作に引き続きプロデューサーとなった松本隆に伝えて、岡林がスタジオ入りしたときには、ほとんどサウンドは出来上がっていた。
スタジオのミュージシャンはハックルバックのメンバーがほとんどで、ギターの鈴木茂の代わりに徳武弘文が入り、更にキーボードで矢野誠が加わっている。
当時、精神分析に興味を持って、関連の書籍を読み漁っており、「岡林信康っていうのは、どういう風に歪んで、どういう風になってしまったのかを、過去の生い立ちなんかを思い出しながら自己分析したんだ。要するに自己分析のアルバムを作ったんだな」と語っている。

## 収録曲
全作詞・作曲：岡林信康

### Side A
1. 僕の車はジェットエンジン –  (4:27)
2. Bのブルース –  (5:05)
3. つけもの石のブルース –  (4:19)
4. 誰ぞこの子に愛の手を（アルバム・バージョン）  –  (5:06)
  - シングル盤がギター弾き語りだが、こちらはバンド・スタイル。
5. 夜明けの風に –  (5:06)

### Side B
1. Dr.パブロフ犬連れて –  (3:43)
2. 修道院のバスルーム –  (6:43)
3. 夜はやっぱり長いまま –  (3:17)
4. ゆがんだサングラス –  (4:23)
5. いつもの朝 –  (5:30)

## レコーディング・メンバー

### ミュージシャン
- 唄、ギター  –  岡林信康
- ギター  –  徳武弘文
- ベース  –  田中章弘
- オルガン、ピアノ  –  矢野誠
- ピアノ  –  佐藤博
- ドラム  –  林敏明

### スタッフ
- プロデュース  –  松本隆
- 写真撮影  –  川仁忍
- デザイン  –  長友啓典
- ミックス  –  松本裕
- リミックス  –  HIT STUDIO

## 発売履歴
| 発売日        | レーベル             | 規格 | 規格品番  | 備考                                                                    |
| ------------- | -------------------- | ---- | --------- | ----------------------------------------------------------------------- |
| 1975年1月20日 | CBS・ソニー          | LP   | SOLL-118  |                                                                         |
| 1991年6月15日 | ソニー・ミュージック | CD   | SRCL 1895 | CD選書シリーズ。初CD化。                                                |
| 2006年4月5日  | GT music             | CD   | MHCL 767  | “70's FOLK 8選”シリーズ。2006年デジタルリマスター盤、紙ジャケット仕様。 |